# شلال كفريدة
شلال كَفْريدة أو كفريدا يقع هذا الشلال على مقربة من ولاية سطيف، بالقرب من قرية آيت إدريس، في بلدية تاسكريوت، الكائنة في دائرة درڤـينة الواقعة في ولاية بجاية في منطقة القبائل الصغرى في الإقليم الشمال الشرقي الجزائري، والمسلك المؤدي إلى الشلال يكون عبر الطريق الوطني رقم 9، والذي يعرف أيضا بطريق خراطة.
يبعد عن مدينة بجاية 42 كلم، وعن بلدية سوق الإثنين بحوالي 18 كلم، ويعتبر شلال كفريدة من أطول شلالات الجزائر بسبب ارتفاعه الشاهق الذي يبلغ 50 مترا تقريبا، يتساقط منه الماء على حوض يشبه بحيرة مغلقة شكلها دائري، وقطرها حوالي 20 م يحيطها الجبل بأطرافه؛ والذي يتزين بغطاء نباتي جميل وكثيف من أشجار وأعشاب وأزهار متنوعة، مثل أشجار الصنوبر وأشجار الزيتون، وقد منحه ذلك جمالية رائعة وتميز وسحر آخاذ مبهر.

## معنى الاسم
كفريدة هو مصطلح من أصل روماني، ومعناه الينبوع الجديد الطازج. 

## الوصف
شلالات كفريدة، على الرغم من أن ارتفاعها يبلغ 50 مترا، فهي تعتبر الأكثر زيارة وجمالا في الجزائر، وتأتي المياه من جبال إيجلولالين، إسانساج، تابرياتس، أجاني سيدي جابر. ويعتبر شلال كفريدة أيضا قطبا لجذب الآلاف من الجزائريين والأجانب الذين يأتون للاستحمام والتمتع بجوه الاستوائي. وهذا الشلال يذكر السياح بالقفزة الثانية من شلال كاربيت في غوادالوب (إقليم من أقاليم فرنسا في أميركا الجنوبية).

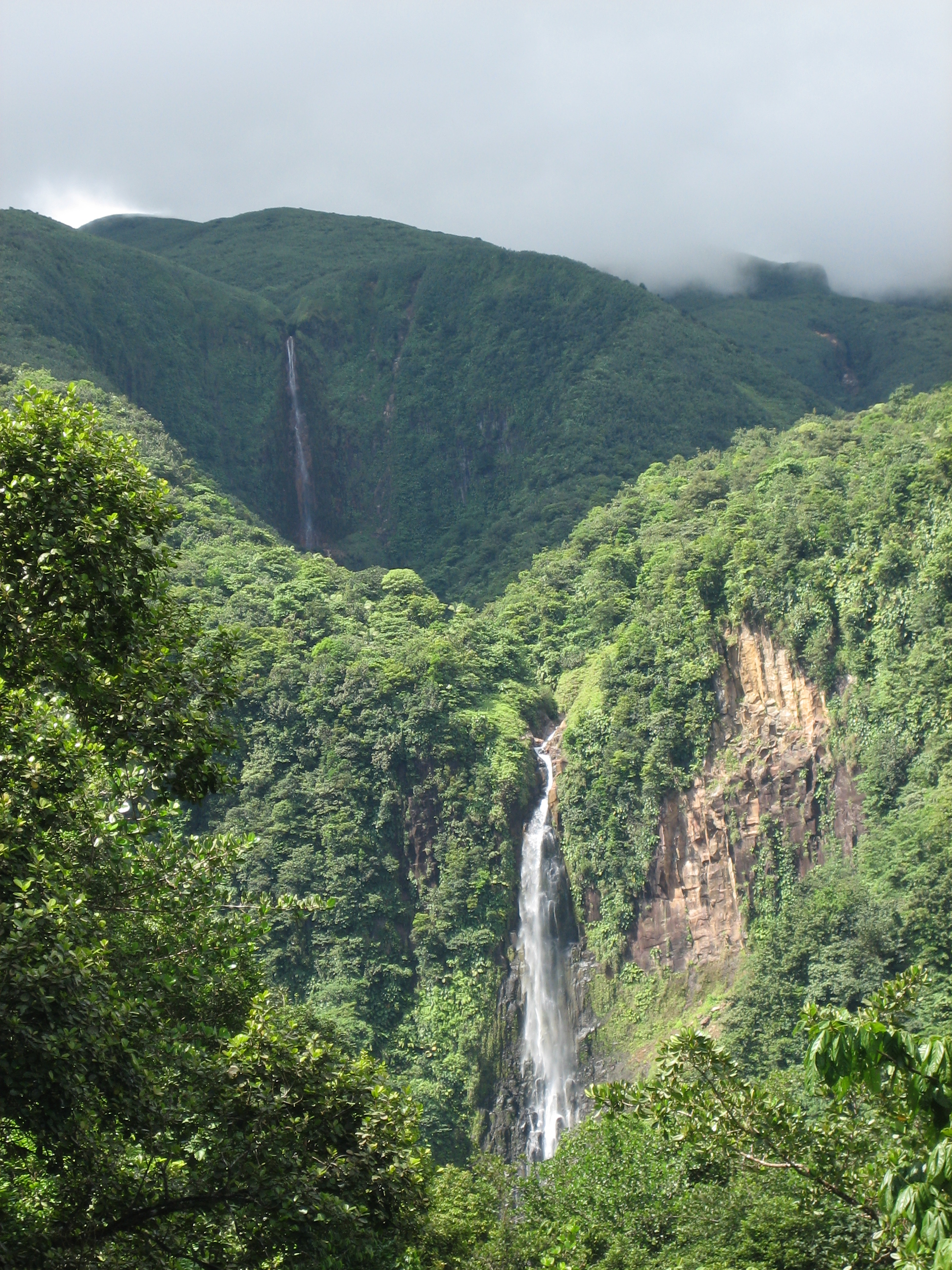
القفزة الأولى والقفزة الثانية من شلال كاربيت في دولة غوادالوب الفرنسية.
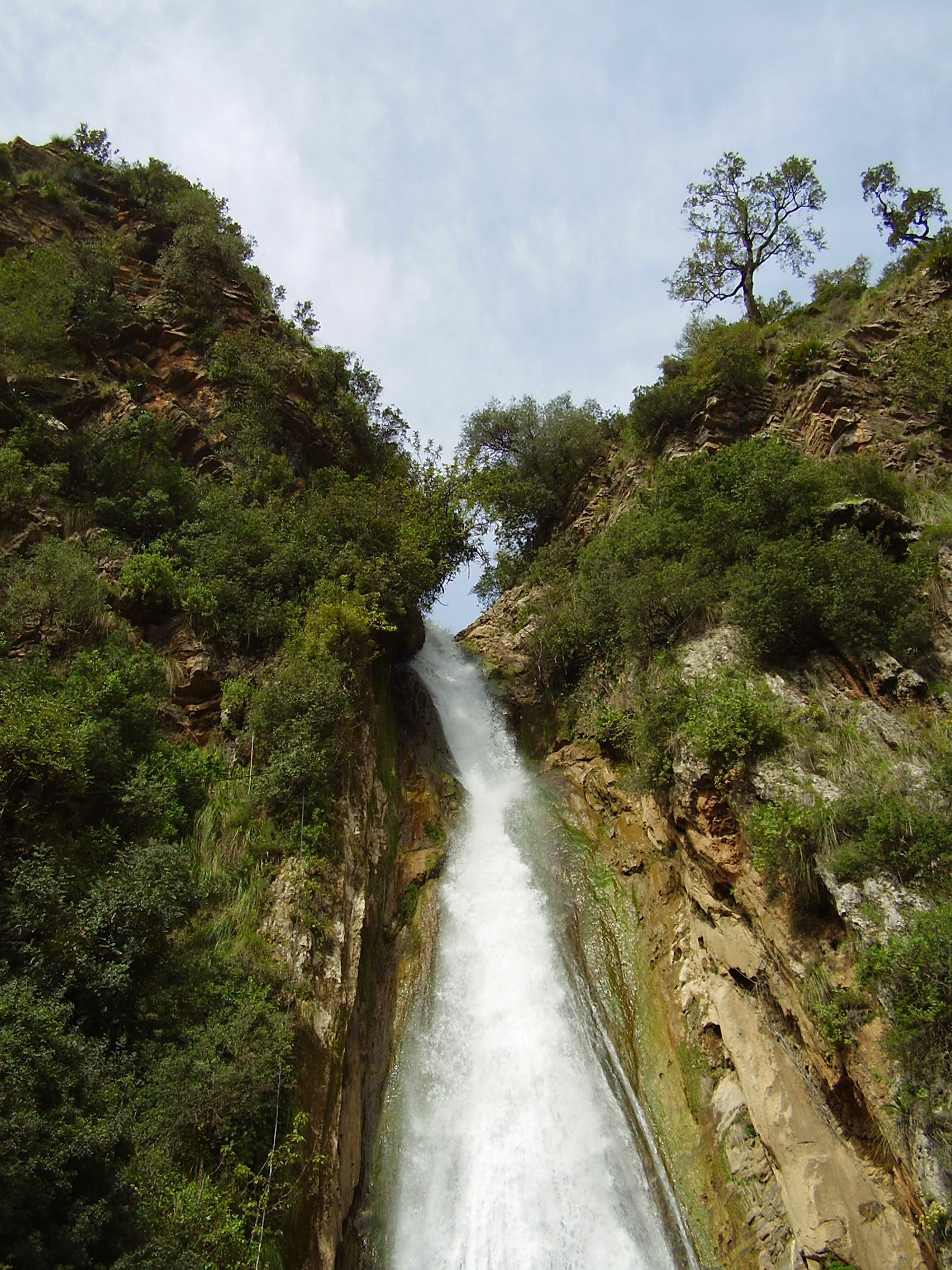
شلال كفريدة الطبيعي.

## السياحة
تحظى شلالات كفريدة باقبال من السياح يقدر بأكثر من 30.000 ألف زائر أسبوعيا.